# Centro Cultural do Movimento Escoteiro
O Centro Cultural do Movimento Escoteiro, também conhecido como CCME, é uma instituição que preserva, divulga e apoia a memória e cultura escoteira no Brasil.
De âmbito nacional e apoiado pela UEB, o CCME, fundado em 8 de novembro de 1985, situa-se na cidade do Rio de Janeiro e possui o maior acervo sobre escotismo no Brasil. 
A atual sede do CCME foi cedida pela Diretoria de Portos e Costa da Marinha do Brasil e se localiza no chamado corredor cultural do Rio de Janeiro. Lá também estão instalados um museu escoteiro, o Espaço Cultural que é destinado a exposições e eventos, uma biblioteca, um centro de documentação, a Sala dos Escoteiros do Mar onde se realizam reuniões e cursos e a sala Baden Powell, que homenageia o fundador do Movimento Escoteiro.

## História
Durante uma discussão sobre a sobrevivência do Movimento Escoteiro, jovens pioneiros do 3º Grupo Escoteiro Católico São Pedro de Cascadura resolveram desenvolver um projeto denominado Acervo Cultural do Movimento Escoteiro. Em 1983 foram criadas as bases do que em 1985 se transformaria no CCME.
Em 22 de fevereiro de 2017, aniversário do fundador do Escotismo, Robert Baden-Powell, a União dos Escoteiros do Brasil renovou a parceria com CCME, garantindo um lugar no “Painel dos Incentivadores” visando preservar as memórias e lembranças das contribuições do Escotismo para a sociedade brasileira.

## Sedes
- 1985 - O CCME funcionava provisoriamente na sede da Região Escoteira do Rio de Janeiro (UEB-RJ);
- 1986 até 1991 - o CCME funcionava em salas cedidas pela UERJ, Campus de São Cristóvão (bairro do Rio de Janeiro).
- 1992 até 2001 - o centro esteve instalado prédio da Capitania dos portos do Rio de Janeiro, na praça XV.
- 2001, parte - foi abrigado em uma sala no 1º Distrito Naval.
- 2002 até hoje - o CCME recebeu da Marinha do Brasil uma ampla área no prédio da Diretoria de Portos e Costa (DPC) na rua 1º de Março nº 112, no centro da cidade.

## Instalações
- O Museu Escoteiro, onde ficam expostas peças que compõem a história do Movimento Escoteiro no Brasil e do mundo inteiro, possui bandeiras, manequins vestidos com o uniformes escoteiros, exposições de acampamentos e outros itens.

- No Espaço Cultural, onde são feitas exposições e eventos referentes ao Movimento Escoteiro, também se divulgam vídeos e se desenvolvem outras atividades.

- A Biblioteca, que tem mais de 2 mil livros, além de documentos e periódicos, possui espaço para leitura, e seu acervo está disponível na internet.

- No Centro de Documentação são recuperados, catalogados e conservados os documentos históricos sobre o escotismo brasileiro e mundial.

- A Sala Baden Powell possui vasta documentação, fotos e imagens e objetos relacionados a Baden Powell, fundador do Movimento Escoteiro.

- A Sala dos Escoteiros do Mar é o espaço destinado a palestras e cursos em geral, além das reuniões dos líderes dos Escoteiros do Mar.

## Curiosidades
- O CCME editou em 1994 a 1ª edição em fac-simile do livro Guia do Escoteiro escrito por Benjamin Sodré em 1925.
- O CCME possui em seu acervo uma carta original de Baden Powell agradecendo a condecoração com a medalha Tapir de Prata, o mais alto grau honorífico do escotismo brasileiro.
- No acervo de documentos, se encontra um certificado de participação no 3º Jamboree Mundial, realizado no ano de 1929 em Birkenhead, Reino Unido.